# Волиця (Переворський повіт)
Волиця (пол. Wolica) — село в Польщі, у гміні Ґаць Переворського повіту Підкарпатського воєводства.
Населення — 256 осіб (2011).

## Історія
За королівською люстрацією 1589 р. Волиця — село Перемишльської землі Руського воєводства у власності Костянтина Корнякта з 5 ланами оброблюваної землі, двома коморниками з тягловою худобою і шістьма без неї.
Згідно з «Географічним словником Королівства Польського» Волиця у складі села Острів належала до Ланцутського повіту Королівства Галичини і Володимирії, було 400 римо-католиків, які належали до парафії в Кречовичах.
Волиця була присілком села Острів до 1926 року, коли нарешті стала самостійним солтиством.
У міжвоєнний період село входило до ґміни Каньчуга Переворського повіту Львівського воєводства.
У 1975–1998 роках село належало до Перемишльського воєводства.

## Демографія
Демографічна структура станом на 31 березня 2011 року:
|          | Загалом | Допрацездатний вік | Працездатний вік | Постпрацездатний вік |
| -------- | ------- | ------------------ | ---------------- | -------------------- |
| Чоловіки | 127     | 24                 | 81               | 22                   |
| Жінки    | 129     | 30                 | 64               | 35                   |
| Разом    | 256     | 54                 | 145              | 57                   |